# Juan Riquelme (bispo)
Juan Riquelme (1616 - 22 de fevereiro de 1671) foi um prelado católico romano que serviu como Bispo Auxiliar de Sevilha (1668-1671).

## Biografia
Juan Riquelme nasceu em Sevilha, Espanha. No dia 17 de setembro de 1668, foi nomeado durante o papado de Clemente IX como Bispo Auxiliar de Sevilha e Bispo Titular de Utica. Riquelme serviu como Bispo Auxiliar de Sevilha até à sua morte a 22 de fevereiro de 1671.